# Reisetoilettenartikel
Reisetoilettenartikel sind Gegenstände zur Körperpflege und zur Hygiene bei der Reise.
Dazu gehören in geringen Volumen Artikel wie Seife, Duschgel, Shampoo, Toilettenpapier, Taschentücher,  Allzwecktücher; aber auch Produkte wie Einmal-Rasierer, Kamm und  Zahnpflegemittel. Kulturbeutel dienen der Aufbewahrung der diversen kleinen Utensilien auf Reisen. 
Produkte für Erste Hilfe zählen auch zu den Reisetoilettenartikeln. 

## Verkauf
Reisetoilettenartikel dürfen nach dem Ladenschlussgesetz rund um die Uhr verkauft werden.